# Christopher Sholes
Christopher Latham Sholes (14 de febrero de 1819-17 de febrero de 1890) fue un inventor y político estadounidense, conocido por diseñar la primera  máquina de escribir comercial y el teclado "QWERTY" que se usan en la actualidad. Y, junto con Samuel W. Soule, Carlos Glidden y John Pratt, ha sido considerado uno de Los inventores de la primera máquina de escribir en los Estados Unidos. También fue editor de un periódico y político de Wisconsin.

## Juventud y carrera política
Nacido en Mooresburg, en el condado de Montour, Pensilvania, Sholes se mudó a la cercana Danville y trabajó allí como aprendiz de un impresor. Después de completar su aprendizaje, Sholes se mudó a Milwaukee, Wisconsin en 1837, y luego a Southport, Wisconsin (actual Kenosha). Se convirtió en un editor de periódicos y político, sirviendo en el Senado del Estado de Wisconsin desde 1848 hasta 1849 como demócrata, en la Asamblea del Estado de Wisconsin desde 1852 hasta 1853 como Free Soiler, y nuevamente en el Senado como Republicano desde 1856 hasta 1857. Fue instrumental en el exitoso movimiento para abolir la pena capital en Wisconsin. Su periódico, The Kenosha Telegraph, informó sobre el juicio de John McCaffary en 1851, y luego en 1853 dirigió la campaña en la Asamblea del Estado de Wisconsin. Él era el hermano menor de Charles Sholes (1816-1867), que también era un editor de periódicos y político que sirvió en ambas cámaras de la Legislatura del Estado de Wisconsin y como alcalde de Kenosha. Sirvió al presidente Abraham Lincoln.

## El "Registro de Voree"
En 1845, Sholes trabajaba como editor del Southport Telegraph, un pequeño periódico en Kenosha, Wisconsin. Durante este tiempo se enteró del supuesto descubrimiento del Registro de Voree, un conjunto de tres minúsculas placas de latón desenterradas por James J. Strang, un posible sucesor de Joseph Smith, fundador del movimiento religioso mormón Santo de los Últimos Días. Strang afirmó que esto demostró que era un verdadero profeta de Dios, e invitó al público a llamarlo y ver las planchas por sí mismos. En consecuencia, Sholes visitó a Strang, examinó su "Registro de Voree" y escribió un artículo sobre su reunión. Indicó que si bien no podía aceptar los platos de Strang o sus afirmaciones proféticas, Strang parecía ser "honesto y sincero" y sus discípulos estaban "entre los hombres más honestos e inteligentes del vecindario". En cuanto al "registro" en sí, Sholes indicó que estaba "contento de no tener opinión al respecto".

## Inventar la máquina de escribir

### Marcador histórico de Wisconsin
Las máquinas de escribir con varios teclados fueron inventadas ya en 1714 por Henry Mill y se reinventaron en varias formas a lo largo del siglo XIX. Se cree que Sholes, entre otros, quienes inventaron el primero para tener éxito comercial, sin embargo, muchos lo cuestionan y unen sus inventos con los de Frank Haven Hall, Samuel W. Soule, Carlos Glidden, Giuseppe Ravizza y, en particular, John Pratt, cuya mención en un artículo de 1867 Scientific American Glidden se sabe que mostró Sholes.
Sholes se había mudado a Milwaukee y se convirtió en editor de un periódico. Después de una huelga de compositores en su imprenta, intentó construir una máquina para la composición tipográfica, pero esto fue un fracaso y rápidamente abandonó la idea. Llegó a la máquina de escribir a través de una ruta diferente. Su objetivo inicial era crear una máquina para numerar páginas de un libro, boletos, etc. Comenzó a trabajar en esto en el taller de máquinas Kleinsteubers en Milwaukee, junto con un compañero de impresión, Samuel W. Soule, y patentaron una máquina de numeración el 13 de noviembre de 1866.
Sholes y Soule le mostraron su máquina a Carlos Glidden, un abogado e inventor aficionado del taller mecánico que trabajaba en un arado mecánico, quien se preguntó si la máquina no podía producir letras y palabras también. Más inspiración llegó en julio de 1867, cuando Sholes encontró una breve nota en Scientific American que describía el "Prototipo", una máquina de escribir prototipo que había sido inventada por John Pratt. A partir de la descripción, Sholes decidió que el Prototipo era demasiado complejo y se propuso hacer su propia máquina, cuyo nombre obtuvo del artículo: la máquina de escribir. 
Para este proyecto, Soule se alistó nuevamente y Glidden se unió a ellos como un tercer socio que proporcionó los fondos. El artículo de Scientific American (sin ilustración) había usado figurativamente la frase "piano literario". El primer modelo que construyó el trío tenía un teclado literalmente parecido a un piano. Tenía llaves negras y llaves blancas, dispuestas en dos filas. No contenía claves para los números 0 o 1 porque las letras O y I se consideraban suficientes:
```
 3 5 7 9 NOPQRSTUVWXYZ
2 4 6 8. ABCDEFGHIJKLM
```

La primera fila estaba hecha de marfil y la segunda de ébano, el resto del marco era de madera. A pesar del evidente estado de la técnica anterior de Pratt, fue en esta misma forma que Sholes, Glidden y Soule obtuvieron patentes para su invención el 23 de junio de 1868 y el 14 de julio. El primer documento que se produjo en una máquina de escribir era un contrato que Sholes había escrito, en su calidad de contralor de la ciudad de Milwaukee. Las máquinas similares a las de Sholes habían sido utilizadas previamente por los ciegos para el estampado en relieve, pero para la época de Sholes se había inventado la cinta entintada, lo que hacía posible la escritura en su forma actual.
En esta etapa, la máquina de escribir Sholes-Glidden-Soule era solo una entre docenas de inventos similares. Escribieron cientos de cartas en su máquina a varias personas, una de las cuales era James Densmore de Meadville, Pensilvania. Densmore previó que la máquina de escribir sería muy rentable y se ofreció a comprar una parte de la patente, sin siquiera haber visto la máquina. El trío inmediatamente le vendió una cuarta parte de la patente a cambio de que pagara todos sus gastos hasta el momento. Cuando Densmore finalmente examinó la máquina en marzo de 1867, declaró que no servía para nada en su forma actual y los instó a comenzar a mejorarla. Desalentados, Soule y Glidden abandonaron el proyecto, dejando a Sholes y Densmore en posesión exclusiva de la patente.
Al darse cuenta de que los taquígrafos estarían entre los primeros y más importantes usuarios de la máquina y, por lo tanto, en la mejor posición para juzgar su idoneidad, enviaron versiones experimentales a algunos taquígrafos. El más importante de ellos fue James O. Clephane de Washington D. C., quien probó los instrumentos como nadie más los había probado, sometiéndolos a pruebas tan implacables que los destruyó, uno tras otro, tan rápido como podían hacerse y enviado a él. Sus juicios fueron igualmente cáusticos, haciendo que Sholes perdiera la paciencia y los estribos. Pero Densmore insistió en que esto era exactamente lo que necesitaban:
Este sincero descubrimiento de fallas es justo lo que necesitamos. Es mejor tenerlo ahora que después de comenzar a fabricar. Donde Clephane señala una palanca o varilla débil, hagámoslo fuerte. Cuando un espaciador o un entintador funcione rígidamente, hagamos que funcione sin problemas. Entonces, dependa de Clephane para todos los elogios que merecemos.
Sholes tomó este consejo y se propuso mejorar la máquina en cada interacción, hasta que estuvieron satisfechos de que Clephane les había enseñado todo lo que podía. Para entonces, habían fabricado 50 máquinas más o menos, a un costo promedio de $250 dólares. Decidieron que la máquina fuera examinada por un mecánico experto, que los dirigió a E. Remington and Sons (que más tarde se convirtió en Remington Arms Company), fabricantes de armas de fuego, máquinas de coser y herramientas agrícolas. A principios de 1873 se acercaron a Remington, quien decidió comprarles la patente. Sholes vendió su mitad por 12.000 dólares, la patente (US 79.265) de su máquina dólares a Densmore and Yost, que llegó a un acuerdo con E. Remington and Sons mientras que Densmore, todavía un firme creyente en la máquina, insistió en una regalía, que finalmente le redituaría u$ 1,5 millones. Para comercializar la que fue conocida como «Máquina de escribir Sholes and Glidden». Remington empezó la producción de su primera máquina de escribir el 1 de mayo de 1873 en Ilion (Nueva York).
Sholes regresó a Milwaukee y continuó trabajando en nuevas mejoras para la máquina de escribir durante la década de 1870, que incluía el teclado QWERTY (1873). [18] James Densmore había sugerido dividir las combinaciones de letras de uso común para resolver un problema de bloqueo causado por el lento método de recuperación de una pulsación de tecla: los pesos, no los resortes, devolvieron todas las partes a la posición de "reposo". Sholes más tarde refinó este concepto y el diseño QWERTY resultante todavía se usa hoy en día en máquinas de escribir y teclados de computadora en inglés, aunque el problema de interferencia ya no existe.

## Muerte
Sholes murió el 17 de febrero de 1890, tras luchar contra la tuberculosis durante nueve años. Está enterrado en el cementerio Forest Home de Milwaukee.